# Bard-lès-Époisses
Pour les articles homonymes, voir Bard.
Bard-lès-Époisses est une commune française située dans le département de la Côte-d'Or, en région Bourgogne-Franche-Comté.

## Géographie
Ce village de la Côte-d'Or se trouve à 4 km d'Époisses, bourg célèbre pour son fromage affiné au marc de Bourgogne mais aussi pour son château, sur la route de Montbard - ville où, grâce à Buffon, est née la sidérurgie en France (voir les Forges de Buffon).
Situé au pied d'un petit mont (le Razeau, qui culmine à 320 m environ), les coteaux étaient couverts de vigne au début du XXe siècle. Polyculture et élevage caractérisent l'économie de cette zone agricole.
L'exode rural et le non-renouvellement des générations ont conduit les agriculteurs locaux à concentrer leur activité sur l'élevage en pâture et la polyculture en plaine, laissant le plus souvent en friche la zone des coteaux.
Pas de rivière alentour, exception faite d'un ru que l'on appelle le Ru d'Acier, et qui est sec en été. La rivière l'Armançon passe à 5 km à Athie et à Genay. La route qui monte au Razeau conduit au village de Corsaint. La ville de Semur-en-Auxois, qui a magnifiquement conservé son caractère médiéval, est à 14 km et constitue sans conteste un des fleurons de la Côte-d'Or.
Depuis Bard-lès-Époisses, on a l'embarras du choix pour découvrir le patrimoine historique de la région :
- les châteaux d'Époisses, de Bourbilly, de Tanlay, d'Ancy-le-Franc, de Bussy-Rabutin,
- les abbayes de Fontenay, de Flavigny, de Moutiers,
- la ville d'Avallon et à proximité, dans la vallée du Cousin, le célèbre site de Vézelay, d'où partit une des Croisades, et le non moins célèbre restaurant de Marc Meneau, à Saint-Père, l'Espérance,
- le joli bourg de Noyers-sur-Serein, et à la frontière du Morvan, Saulieu et le célèbre restaurant de Bernard Loiseau à peu de distance du village de naissance du grand  ministre et maréchal de France : Vauban (né à Saint-Léger-Vauban),
- le célèbre site d'Alésia à Alise-Sainte-Reine près des Laumes et le lac de Pont.

### Climat
Pour des articles plus généraux, voir Climat de la Bourgogne-Franche-Comté et Climat de la Côte-d'Or.
En 2010, le climat de la commune est de type climat océanique dégradé des plaines du Centre et du Nord, selon une étude du Centre national de la recherche scientifique s'appuyant sur une série de données couvrant la période 1971-2000. En 2020, Météo-France publie une typologie des climats de la France métropolitaine dans laquelle la commune est exposée à un climat océanique altéré et est dans la région climatique  Lorraine, plateau de Langres, Morvan, caractérisée par un hiver rude (1,5 °C), des vents modérés et des brouillards fréquents en automne et hiver. 
Pour la période 1971-2000, la température annuelle moyenne est de 10,4 °C, avec une amplitude thermique annuelle de 15,8 °C. Le cumul annuel moyen de précipitations est de 788 mm, avec 12,5 jours de précipitations en janvier et 8,1 jours en juillet. Pour la période 1991-2020, la température moyenne annuelle observée sur la station météorologique de Météo-France la plus proche, « Semur En Auxois_sapc », sur la commune de Semur-en-Auxois à 10 km à vol d'oiseau, est de 11,2 °C et le cumul annuel moyen de précipitations est de 778,0 mm,. Pour l'avenir, les paramètres climatiques de la commune estimés pour 2050 selon différents scénarios d'émission de gaz à effet de serre sont consultables sur un site dédié publié par Météo-France en novembre 2022.

## Urbanisme

### Typologie
Au 1er janvier 2024, Bard-lès-Époisses est catégorisée commune rurale à habitat dispersé, selon la nouvelle grille communale de densité à 7 niveaux définie par l'Insee en 2022.
Elle est située hors unité urbaine. Par ailleurs la commune fait partie de l'aire d'attraction de Semur-en-Auxois, dont elle est une commune de la couronne,. Cette aire, qui regroupe 54 communes, est catégorisée dans les aires de moins de 50 000 habitants,.

### Occupation des sols
L'occupation des sols de la commune, telle qu'elle ressort de la base de données européenne d’occupation biophysique des sols Corine Land Cover (CLC), est marquée par l'importance des territoires agricoles (97,2 % en 2018), une proportion identique à celle de 1990 (97,2 %). La répartition détaillée en 2018 est la suivante : 
terres arables (54,9 %), prairies (33 %), zones agricoles hétérogènes (9,3 %), forêts (2,8 %). L'évolution de l’occupation des sols de la commune et de ses infrastructures peut être observée sur les différentes représentations cartographiques du territoire : la carte de Cassini (XVIIIe siècle), la carte d'état-major (1820-1866) et les cartes ou photos aériennes de l'IGN pour la période actuelle (1950 à aujourd'hui).

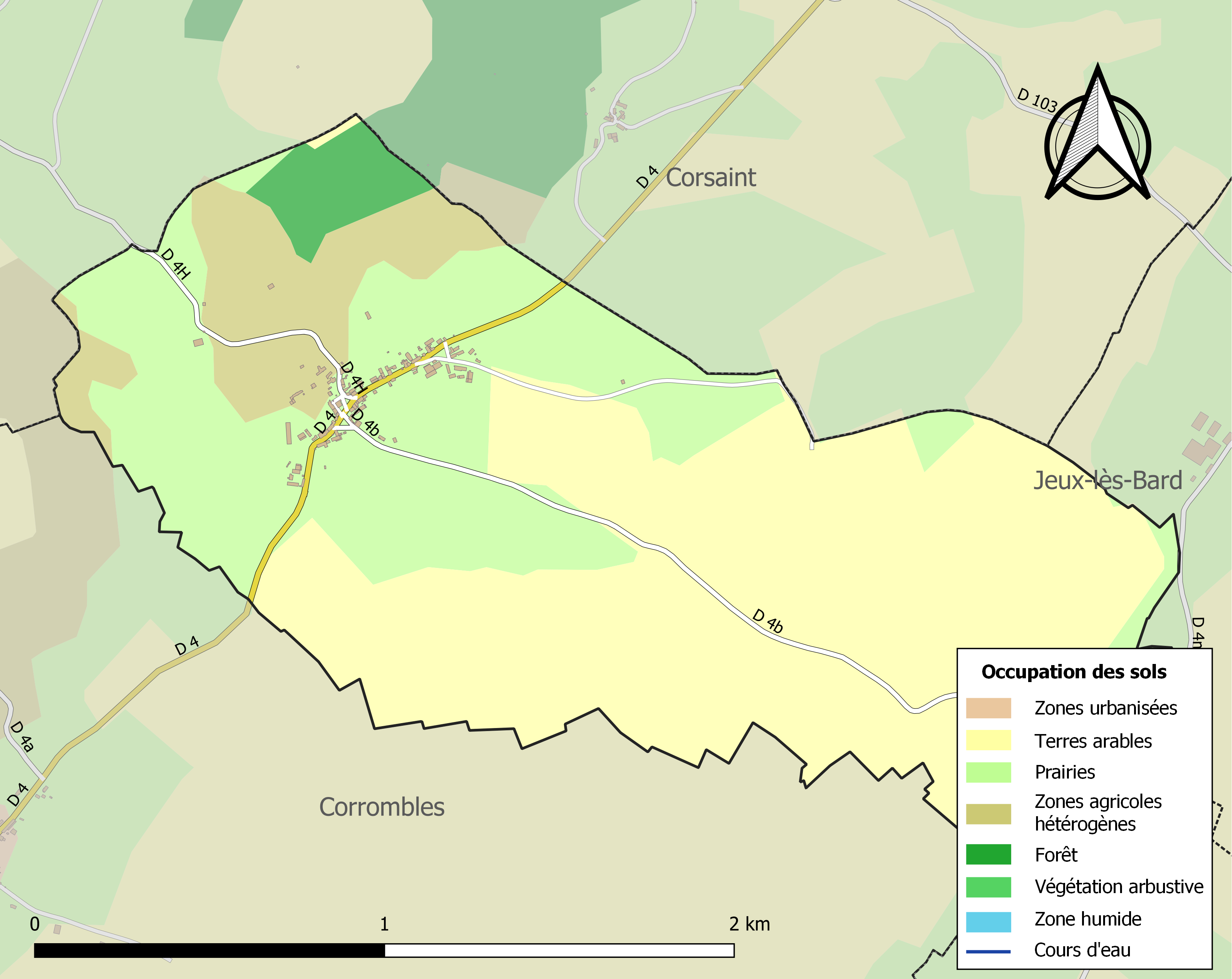
Carte des infrastructures et de l'occupation des sols de la commune en 2018 (CLC).

## Toponymie
Bar, c'est ainsi que, semble-t-il, s'écrivait le nom de la commune il y a quelques siècles.

## Histoire
Bar était une annexe de Torcy. Son vocable est Saint-Matthieu. Rattachée au diocèse de Langres, la paroisse avait 3 parties  : Bar, Jeux (anciennement Jox, Jovum), et une portion de Corrombles appelée la Rue de Bar. Elle comptait 300 communiants. Le seigneur était l'évêque de Langres, comme abbé de Moutiers-Saint-Jean, auquel cette église fut donnée en 1141. Le fief de la mairie fut donné à Charles Lanneau de Marey, chevalier de Saint-Louis. Dans les anciennes familles, on trouve les Drouhin. P. Drouhin était châtelain de Vieux-Château en 1409.

## Politique et administration

### Liste des maires
| Période                                  | Période  | Identité          | Étiquette | Qualité     |
| ---------------------------------------- | -------- | ----------------- | --------- | ----------- |
| 1971                                     | 1995     | François Altmayer |           |             |
| mars 1995                                | en cours | Jean-Michel Massé |           | Agriculteur |
| Les données manquantes sont à compléter. |          |                   |           |             |

## Démographie
L'évolution du nombre d'habitants est connue à travers les recensements de la population effectués dans la commune depuis 1793. Pour les communes de moins de 10 000 habitants, une enquête de recensement portant sur toute la population est réalisée tous les cinq ans, les populations de référence des années intermédiaires étant quant à elles estimées par interpolation ou extrapolation. Pour la commune, le premier recensement exhaustif entrant dans le cadre du nouveau dispositif a été réalisé en 2005.

En 2022, la commune comptait 72 habitants, en évolution de +2,86 % par rapport à 2016 (Côte-d'Or : +0,82 %, France hors Mayotte : +2,11 %).
| 1793 | 1800 | 1806 | 1821 | 1831 | 1836 | 1841 | 1846 | 1851 |
| ---- | ---- | ---- | ---- | ---- | ---- | ---- | ---- | ---- |
| 538  | 240  | 243  | 200  | 200  | 214  | 189  | 190  | 186  |

| 1856 | 1861 | 1866 | 1872 | 1876 | 1881 | 1886 | 1891 | 1896 |
| ---- | ---- | ---- | ---- | ---- | ---- | ---- | ---- | ---- |
| 170  | 184  | 169  | 155  | 149  | 145  | 138  | 142  | 136  |

| 1901 | 1906 | 1911 | 1921 | 1926 | 1931 | 1936 | 1946 | 1954 |
| ---- | ---- | ---- | ---- | ---- | ---- | ---- | ---- | ---- |
| 142  | 112  | 123  | 105  | 97   | 101  | 93   | 82   | 96   |

| 1962 | 1968 | 1975 | 1982 | 1990 | 1999 | 2005 | 2006 | 2010 |
| ---- | ---- | ---- | ---- | ---- | ---- | ---- | ---- | ---- |
| 91   | 95   | 90   | 72   | 66   | 67   | 75   | 77   | 54   |

| 2015 | 2020 | 2022 | - | - | - | - | - | - |
| ---- | ---- | ---- | - | - | - | - | - | - |
| 70   | 69   | 72   | - | - | - | - | - | - |

## Culture locale et patrimoine

### Lieux et monuments
- Croix au bourg.
- Croix de cimetière.
- Église paroissiale Saint-Matthieu.
- Château de Bard-lès-Époisses.

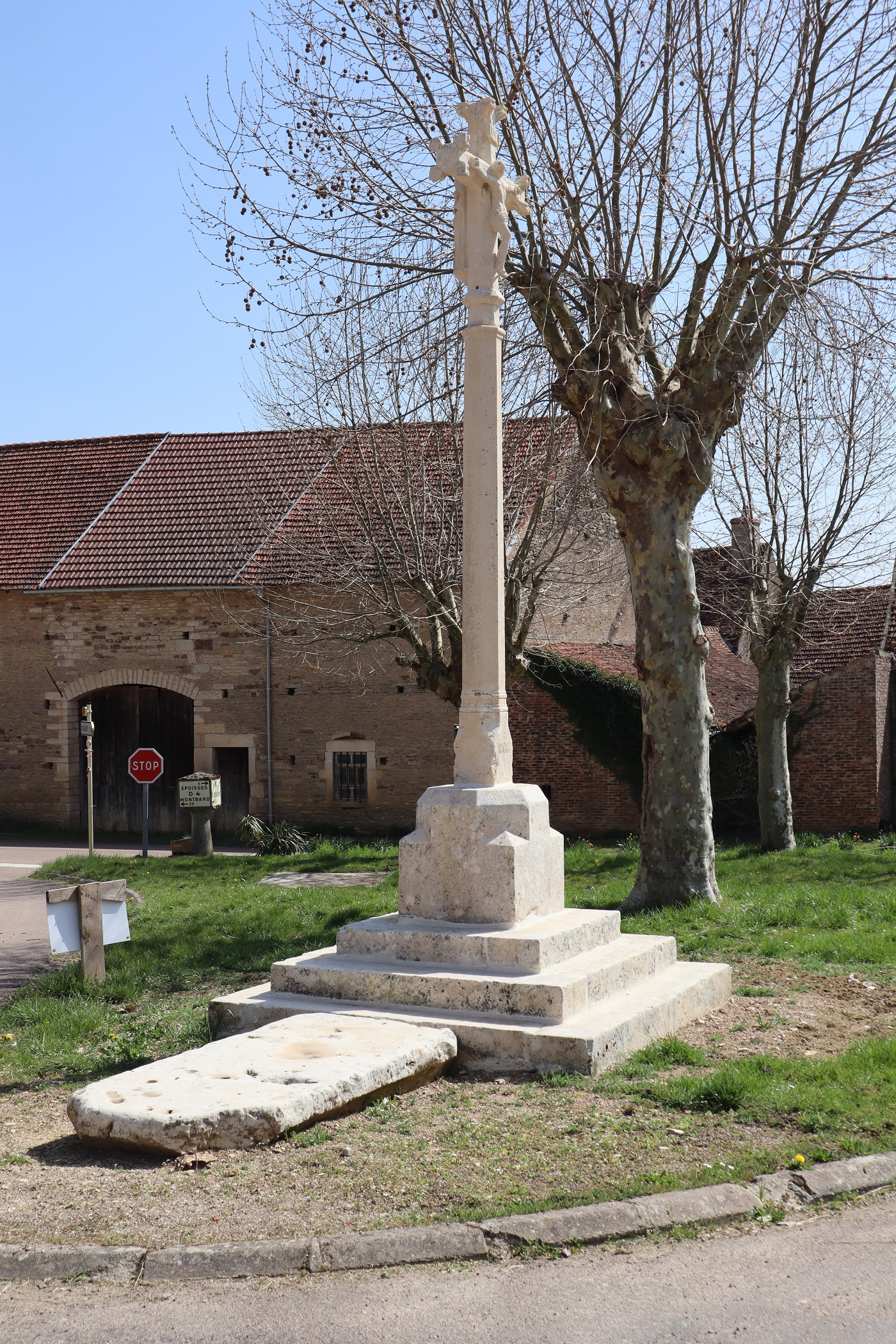
Croix du bourg.
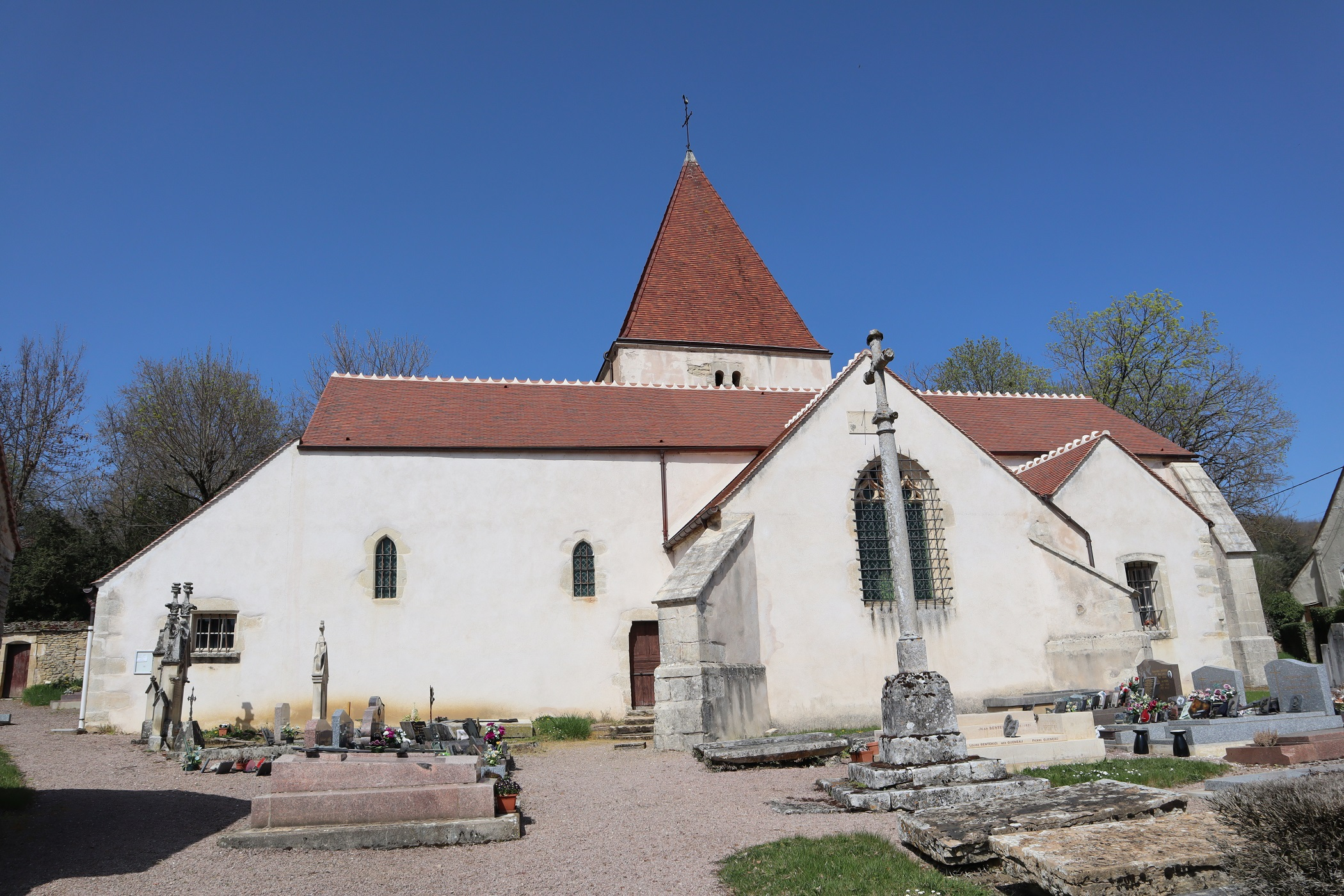
Église Saint-Matthieu.
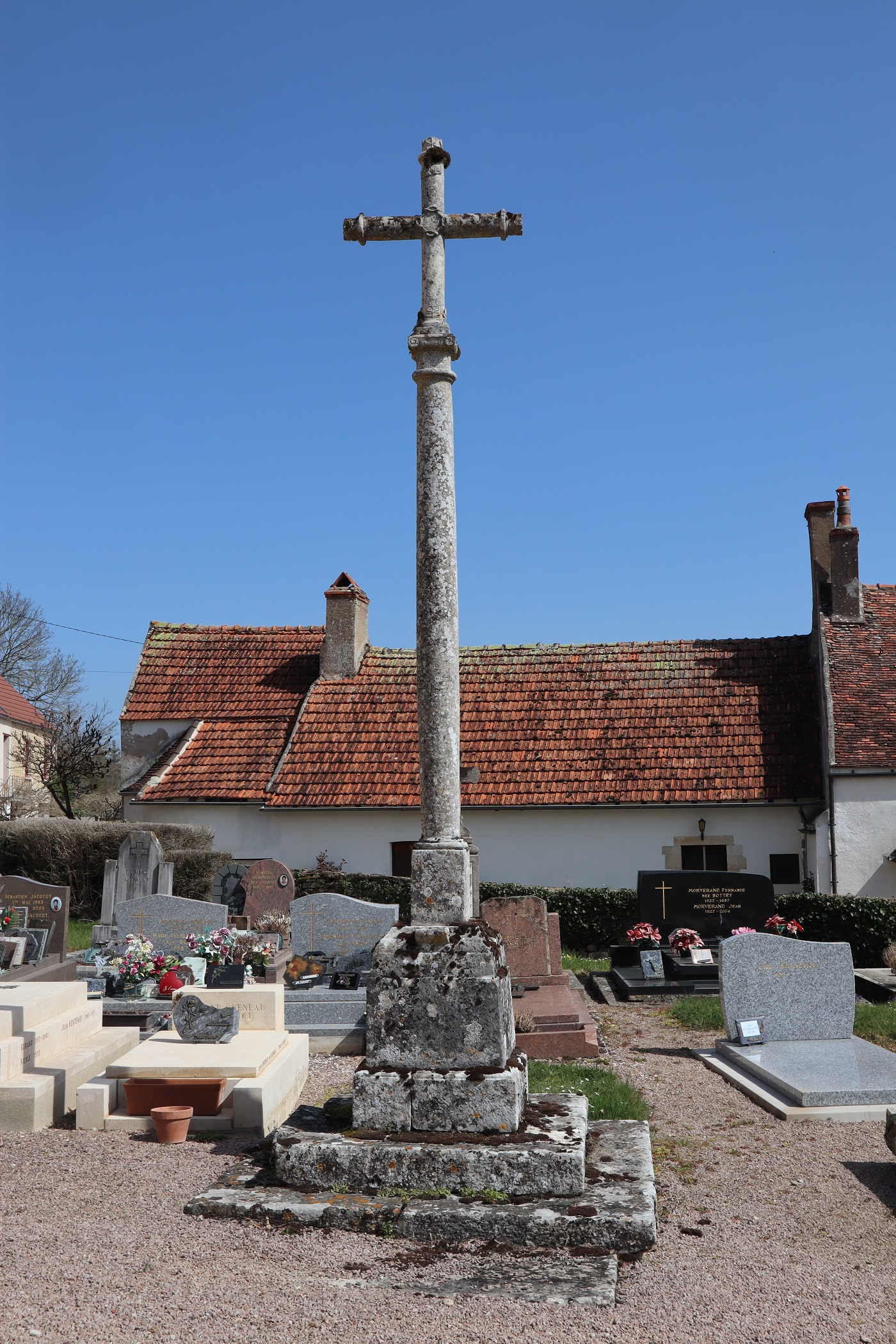
Croix de cimetière.

### Personnalités liées à la commune
- Victor de Lanneau (1758-1830), révolutionnaire, maire d'Autun, pédagogue.
- Étienne Bouhot (1780-1862), peintre natif de Bard-lès-Époisses.

### Héraldique
| Blason de Bard-lès-Époisses | Blason  | De sinople à la fasce ondée d'argent chargée d'une fasce ondée d'azur surchargée de trois fers à cheval d'argent, accompagnée en chef d'une grappe de raisin tigée et feuillée de deux pièces, accostée de deux besants, et en pointe de deux bars adossés, le tout d’or, à la bordure componée de quatorze pièces d'argent et de gueules. DeviseTout voir, tout embrasser. |
| Blason de Bard-lès-Époisses | Détails | - La devise mentionnée sur le listel inférieur, Tout voir, tout embrasser, fait partie des recommandations faites par Victor de Lanneau à ses professeurs quand il était directeur du collège Sainte-Barbe à Paris. - Le sinople (couleur verte) rappelle les prés, très présents dans la commune, et l’agriculture. - La grappe représente les vignes et les vignerons qui vivaient dans la commune avant l’arrivée du phylloxéra. - Les besants sont les ronds dans le blason de la famille de Lanneau de Marey, propriétaire du château de Bard du XVIe jusqu’au début du XXe siècle et ce sont également les attributs de saint Mathieu, vocable de l’église communale. - L’onde bleue représente le ru d’Acier qui traverse la commune. - Les fers à cheval représentent les chevaux de trait avant l’arrivée de la motorisation et rappellent également le nom donné au ru (acier) et le minerai dont on extrait le fer entrant dans la composition de l’acier, minerai qui pouvait être extrait dans la région. - Les bars adossés étaient déjà présents sur le blason du chevalier Guy de Bar, dit le Beau de Bard, et dont le blason a été reconstitué sur la chapelle sud de l’église Saint-Mathieu ; ils rappellent aussi le nom de la commune (les bars sont souvent représentés dans les armoiries des communes ou des régions qui intègrent le mot « bard » dans leur nom, exemple Montbard, avec deux bars adossés dans son blason). - La bordure componée (blanche et rouge) rappelle les bordures du département de la Côte-d'Or et de la Bourgogne. Le statut officiel du blason reste à déterminer. |